# Neonatales Abstinenzsyndrom
Als Neonatales Abstinenzsyndrom bezeichnet man in der Medizin eine Entzugssymptomatik bei Neugeborenen drogenabhängiger Mütter. Dabei kommt es zu Tremor, Muskelhypertonus, kurzen Schlafphasen, schrillem Schreien und gastrointestinalen Symptomen wie Erbrechen oder Diarrhoe. Es ist insbesondere bei Konsum von Hartdrogen mit Atemstörungen zu rechnen. Das Auftreten von akuten Atemnotsyndromen bei diesen Säuglingen ist erhöht.
In den USA sind zwischen 6 und 20 Neugeborene pro 1000 Lebendgeburten betroffen. Es gibt erhebliche Unterschiede bei der Diagnose und Behandlung des neonatalen Abstinenzsyndroms.
Zur Therapie wurden in Studien meist Morphin, selten Methadon oder verdünnte Opiumtinktur verwendet. Die Autoren einer aktuellen Literaturübersicht über diese Studien aus den Jahren 2007 und 2017 kommt zu der Schlussfolgerung, dass die Evidenz für die optimalen Diagnose- und Behandlungsstrategien des neonatalen Abstinenzsyndroms auf kleinen oder methodisch schwachen Studien beruht, die als Maß für den Erfolg indirekte Parameter wie die Notwendigkeit einer pharmakologischen Behandlung oder die Dauer des Krankenhausaufenthalts verwenden.